# Challenge d'Asie junior de hockey sur glace 2014
Navigation
Édition précédente Édition suivante
Le Challenge d'Asie junior de hockey sur glace 2014 est la troisième édition de cette compétition organisée par la Fédération internationale de hockey sur glace (IIHF). Elle a lieu du 4 au 7 août 2013 à Ioujno-Sakhalinsk en Russie, toutes les rencontres ayant lieu à l'Arena Citi.

## Présentation
Quatre équipes prennent part au Challenge : la Corée du Sud, le Japon, le Kazakhstan et les MHL Red Stars, une sélection de joueurs de la ligue junior russe Molodiojnaïa Hokkeïnaïa Liga, composée pour l'occasion de joueurs du Sakhalinskie Akouly.
Les équipes sont rassemblées au sein d'un groupe unique et s'affrontent toutes une fois. Un classement est ensuite établi, celui-ci déterminant le vainqueur. La répartition des points est la suivante : 3 points pour une victoire dans le temps réglementaire, 2 point pour une victoire après une prolongation (mort subite) ou une séance de tirs au but, 1 point pour une défaite après une prolongation ou une séance de tirs au but, 0 point pour une défaite dans le temps réglementaire.

## Résultats
| 4 août 2014 | MHL Red Stars | 8-3 (2-1, 2-2, 4-0) | Japon | Arena Citi 563 spectateurs |

| Feuille de match | Feuille de match | Feuille de match                                | Feuille de match                                                          | Feuille de match                                                                    |
| ---------------- | --- | ----------------------------------------------- | ------------------------------------------------------------------------- | ----------------------------------------------------------------------------------- |
|                  | Timoshenko (Genze, Palenga) — 11 min 14 s Timoshenko (Perchekin, Bubnikov) — 17 min 14 s (SN) - Timoshenko (Gorbounov, Bubnikov) — 24 min 5 s - Timoshenko (Genze, Bubnikov) — 38 min 21 s (SN) - Pukhov (Genze) — 47 min 23 s Kurasov (Gorbounov) — 54 min 50 s (SN) Genze — 56 min 14 s (TP) Genze (Pukhov, Lukáčik) — 58 min 21 s | 1-0 2-0 2-1 2-2 3-2 3-3 4-3 4-4 5-4 6-4 7-4 8-4 | - Arai (Koizumi) — 19 min 59 s Terao — 21 min 17 s - Otsu — 33 min 29 s - | Arbitrage : Shingo Ikegami et Sergueï Sobolev Sergueï Nenashev et Sergueï Vassiliev |
| Ivandikov        | Gardiens | Maekita                                         |                                                                           | Arbitrage : Shingo Ikegami et Sergueï Sobolev Sergueï Nenashev et Sergueï Vassiliev |
| 12 min           | Pénalités | 20 min                                          |                                                                           | Arbitrage : Shingo Ikegami et Sergueï Sobolev Sergueï Nenashev et Sergueï Vassiliev |
| 40               | Tirs | 28                                              |                                                                           | Arbitrage : Shingo Ikegami et Sergueï Sobolev Sergueï Nenashev et Sergueï Vassiliev |

| 5 août 2014 | Kazakhstan | 4-2 (2-1, 1-0, 1-1) | Corée du Sud | Arena Citi 521 spectateurs |

| Feuille de match | Feuille de match | Feuille de match        | Feuille de match                                                      | Feuille de match                                                             |
| ---------------- | --- | ----------------------- | --------------------------------------------------------------------- | ---------------------------------------------------------------------------- |
|                  | - Savitsky (Mezhebitsky, Shestakov) — 3 min 8 s Shestakov (Savitsky, Korolinsky) — 13 min 42 s Korolinsky (Mezhebitsky, Alexandrov) — 23 min 53 s - Yadryshnikov (Shestakov, Korolinsky) — 59 min 57 s (IN + CV) | 0-1 1-1 2-1 3-1 3-2 4-2 | SS. Cho (JH. Cho, YJ. Kim) — 32 s - JH. Cho (SS. Cho) — 40 min 48 s - | Arbitrage : Tae-ho Kim et Iouri Oskirko Anton Bratoukhine et Vassili Semenov |
| Sevidov          | Gardiens | Back                    |                                                                       | Arbitrage : Tae-ho Kim et Iouri Oskirko Anton Bratoukhine et Vassili Semenov |
| 30 min           | Pénalités | 22 min                  |                                                                       | Arbitrage : Tae-ho Kim et Iouri Oskirko Anton Bratoukhine et Vassili Semenov |
| 41               | Tirs | 19                      |                                                                       | Arbitrage : Tae-ho Kim et Iouri Oskirko Anton Bratoukhine et Vassili Semenov |

| 6 août 2014 | Japon | 2-4 (1-1, 0-2, 1-1) | Kazakhstan | Arena Citi 497 spectateurs |

| Feuille de match | Feuille de match                                                                  | Feuille de match        | Feuille de match | Feuille de match                                                              |
| ---------------- | --------------------------------------------------------------------------------- | ----------------------- | --- | ----------------------------------------------------------------------------- |
|                  | Osaka (Otsu, Hikosaka) — 11 min 25 s - Terao (Sakamoto, Yamada) — 47 min 6 s (SN) | 1-0 1-1 1-2 1-3 1-4 2-4 | - Savitsky (Shestakov, Korolinsky) — 18 min 32 s Savitsky (Shestakov, Korolinsky) — 34 min 44 s Mezhebitsky (Savitsky, Alexandrov) — 38 min 12 s Korolinsky (Mezhebitsky, Savitsky) — 45 min 20 s - | Arbitrage : Tae-ho Kim et Sergueï Sobolev Sergueï Nenashev et Vassili Semenov |
| Takase           | Gardiens                                                                          | Kudryavtsev             | | Arbitrage : Tae-ho Kim et Sergueï Sobolev Sergueï Nenashev et Vassili Semenov |
| 12 min           | Pénalités                                                                         | 14 min                  | | Arbitrage : Tae-ho Kim et Sergueï Sobolev Sergueï Nenashev et Vassili Semenov |
| 23               | Tirs                                                                              | 20                      | | Arbitrage : Tae-ho Kim et Sergueï Sobolev Sergueï Nenashev et Vassili Semenov |

| 6 août 2014 | MHL Red Stars | 12-0 (3-0, 4-0, 5-0) | Corée du Sud | Arena Citi 556 spectateurs |

| Feuille de match | Feuille de match | Feuille de match                                   | Feuille de match | Feuille de match                                                                   |
| ---------------- | --- | -------------------------------------------------- | ---------------- | ---------------------------------------------------------------------------------- |
|                  | Timoshenko (Gorbounov, Bubnikov) — 4 min 24 s Petelin (Lukáčik, Genze) — 9 min 47 s (SN) Omelyanenko (Serafimovich) — 11 min 38 s Pukhov (Petelin) — 26 min 35 s V. Lomakin (Shamilov) — 28 min 51 s Lukáčik (Petelin, Genze) — 37 min 44 s Timoshenko (Bubnikov, Gorbounov) — 38 min 5 s Timoshenko (Perchekin, Gorbounov) — 42 min 11 s V. Lomakin (Korobov, Y. Lomakin) — 43 min 20 s Lukáčik (Genze, Petelin) — 43 min 41 s Petelin (Pukhov) — 50 min 36 s Lukáčik (Petelin, Pukhov) — 51 min | 1-0 2-0 3-0 4-0 5-0 6-0 7-0 8-0 9-0 10-0 11-0 12-0 | -                | Arbitrage : Shingo Ikegami et Iouri Oskirko Anton Bratoukhine et Sergueï Vassiliev |
| Konyukhov        | Gardiens | Back MY. Kim                                       |                  | Arbitrage : Shingo Ikegami et Iouri Oskirko Anton Bratoukhine et Sergueï Vassiliev |
| 4 min            | Pénalités | 10 min                                             |                  | Arbitrage : Shingo Ikegami et Iouri Oskirko Anton Bratoukhine et Sergueï Vassiliev |
| 53               | Tirs | 4                                                  |                  | Arbitrage : Shingo Ikegami et Iouri Oskirko Anton Bratoukhine et Sergueï Vassiliev |

| 7 août 2014 | Japon | 8-2 (1-1, 3-1, 4-0) | Corée du Sud | Arena Citi 512 spectateurs |

| Feuille de match | Feuille de match | Feuille de match                        | Feuille de match                                                              | Feuille de match                                                                   |
| ---------------- | --- | --------------------------------------- | ----------------------------------------------------------------------------- | ---------------------------------------------------------------------------------- |
|                  | - Koizumi (Arai) — 19 min 7 s (SN) - K. Sato (Otsu, Terao) — 36 min 43 s (SN) Hikosaka (Terao) — 39 min 1 s Hikosaka (Terao, Sakamoto) — 39 min 15 s Hikosaka (Arai, Sakamoto) — 42 min 51 s Sakamoto (Terao) — 43 min 24 s K. Sato (Hikosaka, Sakamoto) — 45 min 23 s (SN) Otsu (Terao, Namioka) — 57 min 55 s (SN) | 0-1 1-1 1-2 2-2 3-2 4-2 5-2 6-2 7-2 8-2 | WJ. Cho (JuH. Lee) — 12 min 38 s - JH. Cho (SS. Cho, YJ. Kim) — 34 min 51 s - | Arbitrage : Shingo Ikegami et Sergueï Sobolev Anton Bratoukhine et Vassili Semenov |
| Maekita          | Gardiens | Back                                    |                                                                               | Arbitrage : Shingo Ikegami et Sergueï Sobolev Anton Bratoukhine et Vassili Semenov |
| 35 min           | Pénalités | 12 min                                  |                                                                               | Arbitrage : Shingo Ikegami et Sergueï Sobolev Anton Bratoukhine et Vassili Semenov |
| 41               | Tirs | 20                                      |                                                                               | Arbitrage : Shingo Ikegami et Sergueï Sobolev Anton Bratoukhine et Vassili Semenov |

| 7 août 2014 | MHL Red Stars | 3-1 (0-0, 1-1, 2-0) | Kazakhstan | Arena Citi 573 spectateurs |

| Feuille de match | Feuille de match                                                                                   | Feuille de match | Feuille de match                        | Feuille de match                                                              |
| ---------------- | -------------------------------------------------------------------------------------------------- | ---------------- | --------------------------------------- | ----------------------------------------------------------------------------- |
|                  | Pukhov (Genze) — 23 min 55 s - Y. Lomakin (V. Lomakin) — 49 min 11 s Lukáčik (Genze) — 56 min 35 s | 1-0 1-1 2-1 3-1  | - Sentyushkin (Fisenko) — 29 min 50 s - | Arbitrage : Tae-ho Kim et Iouri Oskirko Sergueï Nenashev et Sergueï Vassiliev |
| Ivandikov        | Gardiens                                                                                           | Sevidov          |                                         | Arbitrage : Tae-ho Kim et Iouri Oskirko Sergueï Nenashev et Sergueï Vassiliev |
| 16 min           | Pénalités                                                                                          | 28 min           |                                         | Arbitrage : Tae-ho Kim et Iouri Oskirko Sergueï Nenashev et Sergueï Vassiliev |
| 44               | Tirs                                                                                               | 24               |                                         | Arbitrage : Tae-ho Kim et Iouri Oskirko Sergueï Nenashev et Sergueï Vassiliev |

## Classement
| Clt   | Équipe        | PJ | V | VP | D | DP | BP | BC | Diff | Pts |
| ----- | ------------- | -- | - | -- | - | -- | -- | -- | ---- | --- |
| +001, | MHL Red Stars | 3  | 3 | 0  | 0 | 0  | 23 | 4  | +19  | 9   |
| +002, | Kazakhstan    | 3  | 2 | 0  | 1 | 0  | 9  | 7  | +2   | 6   |
| +003, | Japon         | 3  | 1 | 0  | 2 | 0  | 13 | 14 | -1   | 3   |
| +004, | Corée du Sud  | 3  | 0 | 0  | 3 | 0  | 4  | 24 | -20  | 0   |

- Vainqueur du Challange d'Asie junior 2014

## Statistiques individuelles

### Meilleurs pointeurs
| Rang | Joueur            | Pays          | PJ | B | A | Pts | +/− | Pun |
| ---- | ----------------- | ------------- | -- | - | - | --- | --- | --- |
| 1    | Oleg Genze        | MHL Red Stars | 3  | 2 | 8 | 10  | +9  | 2   |
| 2    | Vitali Timoshenko | MHL Red Stars | 3  | 7 | 0 | 7   | +5  | 4   |
| 3    | Yuri Terao        | Japon         | 3  | 2 | 5 | 7   | 0   | 8   |
| 4    | Vladimír Lukáčik  | MHL Red Stars | 3  | 4 | 2 | 6   | +7  | 0   |
| 5    | Nikita Pukhov     | MHL Red Stars | 3  | 3 | 3 | 6   | +8  | 4   |

### Meilleurs gardiens de but
Seuls sont classés les gardiens ayant joué au minimum 40 % du temps de jeu de leur équipe.
| Rang | Joueur           | Pays          | Min          | BC | Moy  | %Arr  | Bl |
| ---- | ---------------- | ------------- | ------------ | -- | ---- | ----- | -- |
| 1    | Nikita Ivandikov | MHL Red Stars | 120 min      | 4  | 2,00 | 92,31 | 0  |
| 2    | Valeri Sevidov   | Kazakhstan    | 120 min      | 5  | 2,50 | 92,06 | 0  |
| 3    | Keisuke Maekita  | Japon         | 120 min      | 10 | 5,00 | 83,33 | 0  |
| 4    | Seung-chan Back  | Corée du Sud  | 163 min 49 s | 21 | 7,69 | 83,06 | 0  |

## Effectif champion
L'effectif vainqueur du Challenge d'Asie junior 2014 est le suivant :
- Gardiens de but : Nikita Ivandikov, Maxim Konyukhov
- Défenseurs : Alexander Dyakov, Vladimir Gushin, Vladislav Kurasov, Alexander Kytsenko, Vladimír Lukáčik, Yevgeni Palenga, Yelisei Pecherkin, Rustem Shalimov
- Attaquants : Vasili Bubnikov, Oleg Genze, Sergueï Gorbounov, Peter Hrehorcak, Alexander Korobov, Vladislav Lomakin, Yuri Lomakin, Yegor Omelyanenko, Andrei Petelin, Nikita Pukhov, Roman Serafimovich, Vitali Timoshenko
- Entraîneur : Milan Sitar